# Kościół św. Jana Chrzciciela w Velkich Losinach
Kościół św. Jana Chrzciciela w Velkich Losinach – kościół parafialny z przełomu XVI i XVII wieku znajdujący się w miejscowości Velké Losiny w powiecie Šumperk (kraj ołomuniecki, Republika Czeska) niedaleko góry Křížový vrch.
Największy kościół wiejski na Morawach.

## Historia
Budynek został wzniesiony w latach 1599 lub 1600–1603 na miejscu starego kościoła drewnianego, z którego materiał wykorzystano do budowy trzech mniejszych kościółków w okolicy, w miejscowościach Maršíkov, Žárová i Klepáčov. Fundatorem był Jan starszy z Žerotína, projektantem zaś Antonin Thoma.
Pierwotnie jednonawowa świątynia została wybudowana jako kościół luterański, w surowym późnogotyckim stylu z elementami renesansowymi we wnętrzu. W późniejszych czasach sukcesywnie barokizowana, zachowała elementy charakterystyczne zarówno dla luterańskiego, jak i katolickiego budownictwa sakralnego. W czasie wojny trzydziestoletniej w 1624 roku budynek kościoła luterańskiego został przejęty przez kościół rzymskokatolicki. Pierwszym katolickim kapłanem był ksiądz Franz Albani.

## Zmiany architektoniczne i wyposażenia wnętrza
Od czasu przejęcia kościoła przez katolików, był on stopniowo rozbudowywany. W 1637 i 1674 dobudowano ołtarze boczne, w latach 1648, 1722 i w 1768 zaopatrzono świątynię w organy, w 1734 roku wybudowano barokową ambonę a w 1784 roku dokonano pełnej przebudowy prezbiterium i wymieniono wyposażenie, m.in. usuwając kamienny ołtarz główny. Obecnie ołtarz ten (ze sceną chrztu Chrystusa w Jordanie), znajduje się na zewnętrznej ścianie prezbiterium. W trakcie przebudowy wyburzono też empory po obu stronach ołtarza wraz ze schodami prowadzącymi do nawy. Ambona została przeniesiona do narożnika północnej empory; dwa oratoria znalazły nowe przeznaczenie: południowe określano jako pańskie, a północne były przeznaczone dla wyższych urzędników pańskich. Wnętrze kościoła ozdabiały obrazy: Pięć Ran Chrystusa pochodzący z kapliczki wybudowanej na polecenie cesarza Józefa II nad źródłem Vřesová studánka, dwanaście stacji Drogi krzyżowej morawskiego malarza Františka Antonína Sebastiniego (znanego też jako Šebesta) z 1782 roku oraz obraz Johanna Christopha Handkego.
W 1725 roku do kościoła, na zlecenie hrabiego Jana Ludwika z Žerotína, dobudowano barokową kaplicę Świętego Krzyża z rodzinnym grobowcem Žerotínów. W 1787 roku, nakładem 20 złotych i 20 krajcarów, wybudowano północny i południowy przedsionek przy wejściu do kościelnej nawy. W 1896 roku wymieniono drewniane sklepienia okienne na trzy mozaikowe witraże, których donatorami byli Karl von Liechtenstein, dr Adolf Weiss z Tessbachu oraz członkowie parafii. Na dwóch liechtensteinskich witrażach znajdują się wizerunki św. Karola Boromeusza i św. Franciszki Rzymskiej (na lewym) oraz św. Barbary i św. Ignacego Antiocheńskiego (na prawym). Trzeci witraż, znajdujący się na południowej stronie kościoła, ozdobiony jest motywami roślinnymi.